# Соцерб
Соцерб (на словенски: Socerb; на италиански: San Servolo) е село в Словения, Обално-крашки регион, община Копер. Според Националната статистическа служба на Република Словения през 2002 г. селото има 19 жители.